# 北大嶼山公路

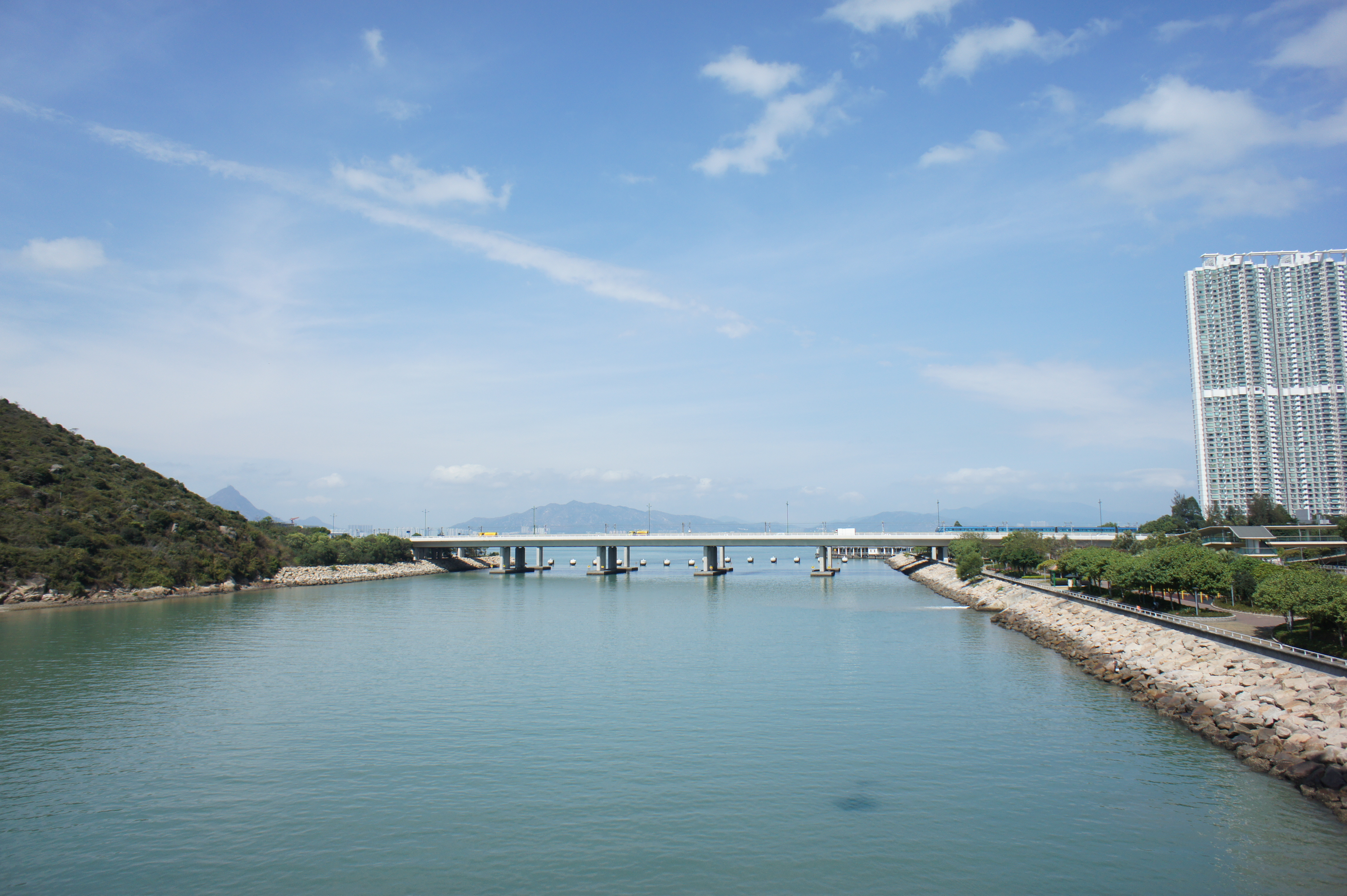
北大嶼山公路行車天橋連接東涌（右）與赤鱲角的機場路（左）

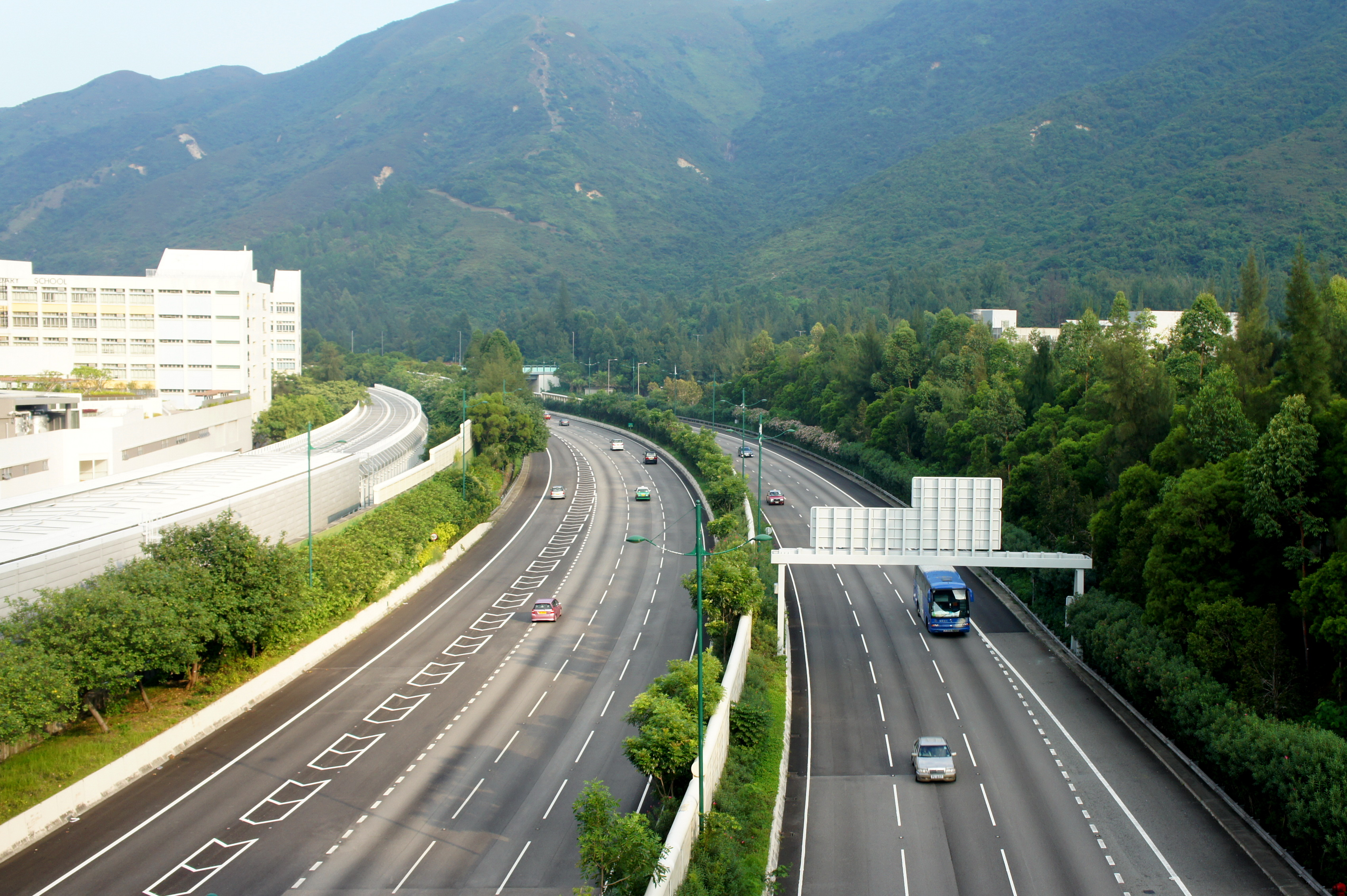
北大嶼山公路近東薈城的路段

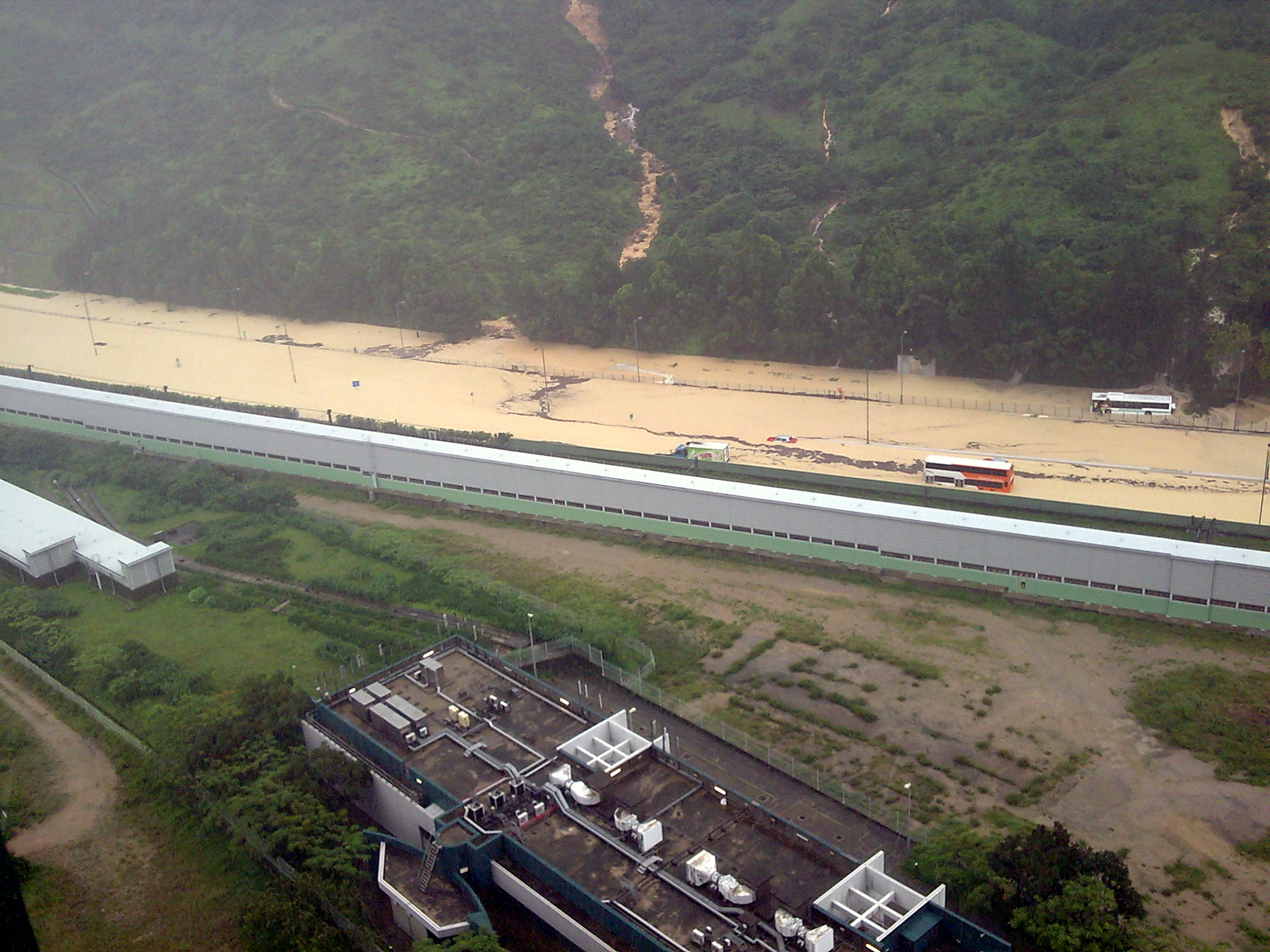
2008年6月7日，北大嶼山公路近映灣園一段被泥石流淹浸，引致公路需要全線封閉

北大嶼山公路（英語：North Lantau Highway）是香港8號幹線的一部分，連接通往大嶼山赤鱲角香港國際機場的機場路以及通往市區的青嶼幹線，全線（除N779号桥梁，即連接機場與東涌之橋梁）均為三線雙程（含路肩）分隔高速公路。北大嶼山公路在欣澳以東路段屬青馬管制區範圍，管制區人員獲授權執行《青馬管制區條例》。
北大嶼山公路是香港車速限制上限最高的快速公路，輕型車輛的限速達每小時110公里。
以往北大嶼山公路收費模式為：往東涌及機場方向不收費，折返往青衣方向則收取港幣30元正。由2017年8月20日起，為配合港珠澳大橋工程興建關係，改為實施雙向收費，每程港幣15元正。政府於2019年施政報告宣佈，為惠及市民，屯門赤鱲角隧道及本公路不再作任何收費，青馬管制區收費已於2020年12月27日撤銷，運作逾23年的收費亭亦已在2021年底全數拆除。

## 歷史及簡介
北大嶼山公路是香港機場核心計劃之一，計劃興建時稱為北大嶼山快速公路（North Lantau Expressway），全長12.5公里，沿大嶼山北岸的海岸線填海土地興建。公路於欣澳的交匯處連接往竹篙灣的竹篙灣公路，以接駁香港迪士尼樂園，而交匯處亦設有預留位與將來的大嶼山P1公路交匯。除此之外，北大嶼山公路亦有出口通往東涌、屯門及港珠澳大橋香港口岸等地方。
青嶼幹線收費廣場實際上位於北大嶼山公路範圍內，而其與青嶼幹線對接處則位於廣場以東約400米。

## 出口
| 北大嶼山公路                                        | 北大嶼山公路 | 北大嶼山公路                                |
| --------------------------------------------------- | ------------ | ------------------------------------------- |
| 西行                                                | 出口編號     | 東行                                        |
| 連接機場路                                          |              |                                             |
| 北大嶼山公路終點                                    |              | 北大嶼山公路起點                            |
| 東涌（北） 東涌海濱路                               | 6C           | 不適用                                      |
| 東涌市中心、東涌（西） 東涌東交匯處、裕東路、怡東路 | 6B           | 不適用                                      |
| 不適用                                              | 6A           | 屯門、珠海、澳門 順朗路、屯門赤鱲角隧道公路 |
| 小蠔灣車廠                                          | 6            | 小蠔灣車廠                                  |
| 屯門、珠海、澳門 順朗路、屯門赤鱲角隧道公路         | 5A           | 不適用                                      |
| 迪士尼樂園、欣澳、愉景灣、小蠔灣 竹篙灣公路、欣澳道 | 5            | 迪士尼樂園、欣澳 竹篙灣公路、欣澳道         |
| 北大嶼山公路起點                                    |              | 北大嶼山公路終點                            |
| 連接青嶼幹線 （汲水門大橋、青馬大橋）               |              |                                             |

## 重大事故
2008年6月7日上午，黑色暴雨警告信號發出期間，北大嶼山公路近東涌映灣園一段對上的一幅斜坡出現泥石流，大量黃泥水湧下公路路面，來回程全數6條行車線及翔東路2條行車線被水淹浸，引致出入市區及機場、東涌的交通癱瘓。多條龍運巴士及城巴來往香港國際機場及東涌之巴士線須停駛（往市區）及縮短至青衣站或欣澳站（往大嶼山）。直到6月8日凌晨1時23分，青馬管制區隧道交通督導員才將該路段解封。